# Utbildning i Storbritannien
Utbildning i Storbritannien är präglad av stora regionala skillnader mellan utbildning i England, utbildning i Skottland, utbildning i Nordirland och utbildning i Wales. Utbildningen är obligatorisk för alla barn i åldrarna 5-16 år, i januari 2007 meddelade dock Storbritanniens regering att man planerar att ändra på detta, så att den istället omfattar barn i åldrarna 6-18 år. Den landsomfattande läroplanen infördes 1988. Primärutbildning avslutas då barnen fyller 11 år, och följs då av sekundärutbildning.

## Universitetsutbildning
Storbritannien har några av världens främsta universitet och deras utbildningar är av hög internationell standard. Varje år rankas flera brittiska universitet på topp 20-listan över världens universitet. De mest kända och omnämnda är bl.a. Oxford University, University of Cambridge, University College London och University of Edinburgh
Universitetsstudier i England, Wales och Nordirland är avgiftsbelagda. Statliga universitet (majoriteten) har ett avgiftstak på £9 000 per läsår. Avgiften följer Storbritanniens inflation och varierar från år till år. Sökande ifrån EU betalar avgiften på samma villkor som brittiska studenter. Sökande utanför EU-området (International students) betalar oftast en mycket högre avgift. I Skottland är universitetsstudier avgiftsfri för studenter från Skottland och andra EU-länder, dock ej studenter från England, Wales eller Nordirland. 
Utbildningen på universitetsnivå delas in i Undergraduate och Graduate. 
Undergraduate motsvaras av en svensk kandidatexamen och kan sökas av svenska studenter som har ett fullständigt avgångsbetyg från gymnasieskolan. En undergraduateutbildning tar vanligen 3 år, men vissa skolor erbjuder ett år utomlands och programmet blir då 4 år. Yrkesutbildningar kan vara längre. 
Ansökningar till Undergraduate-utbildningar görs genom Universities and Colleges Admissions Service (UCAS), () som är brittiska motsvarigheten till universitets- och högskolerådet(http://www.uhr.se). UCAS samlar även alla statliga universitet och utbildningar som man kan söka till. Där kan man även få mer information om antagningsprocessen. 
Ansökningarna behandlas mer subjektivt i det brittiska systemet än i Sverige. I sin ansökan, utöver betyg och utbildning, ska man lämna två brev, ett "Personal Statement" där man formulerar varför man vill gå utbildningen, vem man är och varför skolan ska välja just dig till utbildningen. Sedan ska man skicka med en "Reference", ett brev ifrån någon som har känt en länge. Det ska helst vara någon som kan uppskatta ens akademiska förmåga. I betygen gäller inget snitt som i Sverige, utan skolan tittar på, för utbildningen, "relevanta" ämnen, och vill där se höga betyg. Detta genom att svenska gymnasister läser fler ämnen än brittiska, som koncentrerar sig på en 3-4 stycken i sin "gymnasieexamen".
När det gäller antagningsstatistik finns det ingen 1:1 situation, utan universiteten gör en generell bedömning. På UCAS och universitetens egna hemsidor kan man se den brittiska motsvarigheten som de förväntar sig hos den sökande. AAA är tre A i tre olika GCE () ämne, lägsta antagningskravet universiteten brukar ha är CCC ev. CCD. En utbildning med antagningskravet AAA är således en utbildning med hård antagning och fordrar att man även har bra svenska betyg för att bli antagen. Hos vissa universitet har man även antagningskraven land för land för de sökande.
Läkare, veterinär och tandläkarutbildningen är ofta på 5 till 6 år. I Storbritannien erbjuder man inom läkare, veterinär och tandläkare graduate-entry som innebär att om man redan har en naturvetenskaplig universitetsexamen behöver man enbart läsa 4 år på läkarprogrammet. En del skolor ger även ett naturvetenskapligt basår för studenter som inte läst naturvetenskapliga ämnen tidigare. För att vara behörig till att söka medicinska utbildningar bör man ha motsvarande svenska gymnasiekurser inom biologi, kemi, fysik och matematik. Genom att de medicinska utbildningarna har ett hårt söktryck, har man infört ett nationellt lämplighetsprov. Detta prov är inget kunskapsprov utan testar ens egenskaper och lämplighet att jobba inom vården. Man bör i god tid ta reda på om provet är ett krav för att bli antagen till utbildningen.
 Märk! en medicinsk examen utfärdad i utlandet behöver inte vara giltig i Sverige. Man bör alltid kontrollera utbildningens värde i Sverige hos Socialstyrelsen, som även utfärdar legitimation när man vill arbeta i Sverige.
Graduate är utbildningar efter kandidatexamen och motsvarar utbildningar till Magisterexamen och Forskar-/Doktorsexamen. Dessa utbildningar söker man på separata ansökningsformulär direkt till universitetet eller enheten vid universitetet. Avgiften för dessa utbildningar varierar från utbildning till utbildning och kan vara betydligt högre än för undergraduate-utbildningarna.
Har man frågor om svenska kvalifikationer eller motsvarigheter kan man vända sig till British Council Sweden (). De har kontor i Stockholm och talar svenska.